# Танковая дивизия СССР

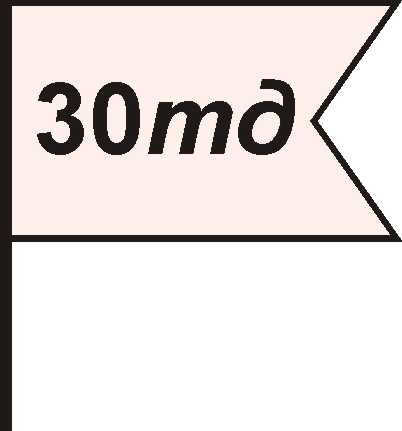
Советский (русский) условный (знак) танковая дивизия, применяемое в документах.

Танковая дивизия — тактическое формирование (соединение, дивизия) автобронетанковых, а с декабря 1942 года — бронетанковых и механизированных войск Рабоче-крестьянской Красной армии (позднее — танковых войск Советской армии), включавшее управление (штаб и службы), танковые, механизированные и моторизованные части, других родов войск (артиллерию, ПВО и так далее) и спецвойск (инженерных, связь и так далее).
Количественный состав танковых дивизий в РККА и СА ВС СССР, а также доли танковых и моторизованных частей и подразделений в составе танковых дивизий, менялись с течением времени в зависимости от военной политики Союза. Сокращённое действительное  наименование — тд с войсковым №, например 17-я гвардейская танковая дивизия — 17 гв. тд.

## История создания
В 1938 году автобронетанковые войска получили боевой опыт у озера Хасан (1938), а затем на реке Халхин-Гол (1939) и в советско-финской войне 1939—1940 годов. Исходя из полученного опыта, были разработаны и к 1940 году приняты на вооружение основные танки с более мощной бронёй и более мощным вооружением (средний танк Т-34-76 и тяжёлый танк КВ-1).
В 1940 году началась перестройка организационных форм автобронетанковых войск РККА. Новое руководство НКО во главе с С. К. Тимошенко рассмотрев опыт применения танков на Халхин-Голе и действий немецких танковых войск при захвате Европы (блицкриг) решило создать новую структуру организации автобронетанковых войск из танковых дивизий, объединённых в механизированные корпуса. 9 июня 1940 года НКО СССР утвердил план формирования мехкорпусов и передал свои предложения в СНК СССР. 6 июля 1940 года вышло постановление СНК СССР № 1193-464сс:

СНК СССР постановляет:
1. Утвердить организацию механизированного корпуса в составе двух танковых дивизий, моторизованной дивизии, мотоциклетного полка, одной авиаэскадрильи, дорожного батальона и батальона связи корпуса. Механизированному корпусу придать одну авиабригаду в составе 2-х ближнебомбардировочных и одного истребительного авиаполков.
2. Утвердить организацию танковой дивизии механизированного корпуса и отдельной танковой дивизии в составе:
а) 2-х танковых полков по одному батальону тяжёлых танков (в каждом), 2-х батальонов средних танков и батальону огнемётных танков в каждом полку;
б) одного моторизованного полка в составе 3-х стрелковых батальонов и одной 6-орудийной батареи полковой артиллерии;
в) одного артиллерийского полка в составе 2-х дивизионов: одного дивизиона 122-мм гаубиц и одного дивизиона 152-мм гаубиц;
г) зенитного дивизиона, разведывательного батальона, мостового батальона и тыловых частей обслуживания…
3. Моторизованную дивизию иметь в составе и организации, утверждённой постановлением Комитета Обороны от 22 мая 1940 г. № 215сс.
4. Утвердить штатную численность:
а) управления механизированного корпуса с мотоциклетным полком на мирное время — 2662 человек, и на военное время — 2862 человек;
б) танковой дивизии на мирное время — 10943 человек, и на военное время — 11343 человек;
в) моторизованной дивизии на мирное время — 11000 человек, на военное время — 12000 человек.
5. Всего в РККА иметь 8 механизированных корпусов и 2 отдельные танковые дивизии, всего 8 управлений мехкорпусов с мотоциклетным полком и корпусными частями, 18 танковых дивизий и 8 моторизованных дивизий…

На сформирование танковых дивизий были использованы имевшиеся танковые бригады. Моторизованные дивизии создавались на базе стрелковых. Личный состав и командные кадры поступали из расформированных кавалерийских дивизий и корпусов.

## Организационно-штатная структура в 1940—1941 годах
Задачей танковой дивизии в наступлении стали прорыв оборонительных укреплений и развитие наступления в глубину; при обороне танковые дивизии наносят контрудары, чтобы ликвидировать прорыв противника.

### Структура танковой дивизии РККА образца 1940 года
- Управление дивизией (штат № 010/10);
- Штабная рота;
- Два танковых полка (штат № 010/16):
  - управление полка;
  - взвод танков командования — три танка Т-34[1];
  - комендантский взвод;
  - взвод связи;
  - разведывательная рота;
  - сапёрная рота;
  - ремонтная рота;
  - полковой медицинский пункт;
  - Четыре танковых батальона:
    - батальон тяжёлых танков — пятьдесят два КВ;
    - два батальона средних танков — по пятьдесят Т-34 в каждом[1];
    - батальон химических танков — 27 огнемётных танка(на основе Т-26) и 9 танков Т-26 с радиостанцией;
- Моторизованный полк в составе (штат № 010/15):
  - управление полка;
  - комендантская рота;
  - рота связи;
  - разведывательная рота;
  - сапёрная рота;
  - пушечная артбатарея (четыре 76-мм пушки);
  - Три стрелковых батальона:
    - три стрелковые роты;
    - миномётная рота — шесть 82-мм миномётов;

  - полковой медицинский пункт.
- Гаубичный артиллерийский полк в составе (штат № 010/17):
  - управление полка — три ЗПУ М-4;
  - артиллерийский дивизион 122-мм гаубиц (три батареи по 4 орудия);
  - артиллерийский дивизион 152-мм гаубиц (три батареи по 4 орудия);
  - подразделения обеспечения.
- Разведывательный батальон в составе (штат№ 010/11):
  - взвод управления(2 танка БТ-7 командования батальона);
  - взвод связи;
  - комендантский взвод;
  - танковая рота (17 танков БТ-7);
  - рота средних бронеавтомобилей;
  - рота лёгких бронеавтомобилей;
  - мотоциклетная рота;
  - зенитная рота (четыре 37-мм пушки, двенадцать ДШК);
  - артиллерийская батарея (шесть пушек ДРП);
  - сапёрный взвод;
  - взвод ранцевых огнеметов.
- отдельный зенитно-артиллерийский дивизион (штат № 010/14) — (две батареи 37-мм пушек, всего восемь 37-мм пушек, тридцать шесть ДШК);
- отдельный батальон связи (штат № 010/12) — (7 радийных танков БТ-7 во взводе танковых радиостанций радиороты, 1 КВ, 4 Т-34 во взводе радиотанков командования дивизии этой же радиороты);
- моторизованный понтонно-мостовой батальон (штат № 10/19);
- автотранспортный батальон (штат № 010/977);
- ремонтно-восстановительный батальон (штат № 010/976);
- медико-санитарный батальон (штат № 5/79);
- рота регулирования (штат № 010/13);
- полевой хлебозавод;
- полевая почтовая станция;
- полевая касса Госбанка[2].

Дивизия в своём составе насчитывала:
- 11 343 человека;
- танков: 105 КВ, 210 Т-34/76, 26 БТ-7, 18 Т-26, 54 химических (на основе Т-26);
- 91 бронеавтомобиль;
- 58 орудий и миномётов (без учёта 50 мм миномётов).

В марте 1941 года было принято решение о сокращении количества тяжёлых танков в полку с пятидесяти двух до тридцати одного. Количество танков в дивизии сокращалось с четырёхсот тринадцати до трёхсот семидесяти пяти (число танков КВ сократилось до шестидесяти трёх, а в каждый тяжёлый танковый батальон танкового полка ввели по два радийных Т-26 и их число увеличилось до 22).

### Результат произошедших измененийштатовтанковых дивизий

#### Танковый полк (в дивизии два)
- Управление — три Т-34 радийных, три БА лёгких радийных;
- Разведывательная рота — 17 средних БА (12 линейных, 5 радийных);
- Тяжёлый танковый батальон:
  - Управление — 1 КВ-1, два Т-26 радийных, три БА лёгких радийных;
  - Танковая рота — 10 единиц КВ-2;
  - Танковая рота (в батальоне две) — 10 единиц КВ-1.
- Батальон средних танков (в полку два):
  - Управление — два Т-34 радийных, один БА лёгкий радийный;
  - Танковая рота (в батальоне три) — 16 единиц Т-34 (12 линейных, 4 радийных).
- Батальон огнемётных танков:
  - Управление — три Т-26 радийных;
  - Танковая рота (в батальоне три) — 9 химических танков, два Т-26 радийных[2].

#### Мотострелковый полк
- Стрелковый батальон (в полку три):
  - Стрелковая рота (в батальоне три) — три 50-мм миномёта;
- Миномётная рота — 6 единиц 82-мм миномётов;
- Батарея 76-мм пушек — 4 единицы 76-мм пушки ПА, 4 единицы Т-20 «Комсомолец»;
- Разведывательная рота — БА сред — 5 единиц (4 линейных, одна радийная), БА легкий — 12 единиц (8 линейных, 4 радийных);
- Рота ПВО — 6 единиц 12,7-мм пулеметов.

Гаубичный артиллерийский полк:
- Дивизион 122-мм гаубиц:
  - Батарея (в дивизионе три) — 4 122-мм гаубицы.
- Дивизион 152-мм гаубиц:
  - Батарея (в дивизионе три) — 4 152-мм гаубицы.

Отдельный зенитный артиллерийский дивизион:
- Батарея 37-мм пушек (в дивизионе три) — 4 37-мм пушки

Отдельный разведывательный батальон:
- Управление — два БТ радийных, 1 БА легкий радийный;
- Танковая рота БТ — 12 единиц БТ линейных, 5 БТ радийных;
- Броневая рота — 12 единиц БА средних (8 линейных, 4 радийных), 5 единиц БА легких (4 линейных, 1 радийный).

Отдельный понтонно-мостовой батальон:
- Управление — три ЗПУ М-4.

Отдельный батальон связи:
- Радиорота — 1 КВ-1, 4 Т-34 радийных, 7 единиц БТ радийных (три с РСМК);
- Рота подвижных средств — 5 единиц БА средних радийных, 5 единиц БА лёгких радийных.

Отдельный ремонтно-восстановительный батальон:
- Управление — две ЗПУ М-4.

Отдельный автотранспортный батальон:
- Управление — три ЗПУ М-4[2].

### Численность
- Личный состав — 10 942 человека, включая:
  - командно-начальствуюий состав — 1228;
  - младший командный состав — 2331;
  - рядовых — 7323.

#### Новые штаты материальной части
- Танки:
  - 63 тяжёлых танка,
  - 210 средних,
  - 26 БТ,
  - 22 Т-26,
  - 54 химических,
- Бронеавтомобили:
  - 56 БА-10,
  - 39 БА-20,
- Артиллерия:
  - 12 122-мм гаубиц,
  - 12 152-мм гаубиц,
  - 4 76-мм полковых пушки,
  - 12 37-мм автоматических зенитных орудий,
  - 18 82-мм батальонных миномётов,
  - 27 50-мм ротных миномётов,
- Транспорт:
  - 1360 автомашин,
  - 84 трактора (Коминтерн, Т-20 «Комсомолец»),
  - 380 мотоциклов,
- Стрелковое оружие:
  - 375 пулемётов (36 станковых),
  - 390 пистолет-пулемётов,
  - 1528 винтовок[2].

### Штат июля 1941 года
8 июля Генштабом на основе опыта первых дней войны принято решение о расформировании корпусного звена бронетанковых войск и переформировании имевшихся танковых дивизий по новым штатам. Моторизованные дивизии реорганизовывались в стрелковые.
По новым штатам № 010/44 танковая дивизия вместо 375 должна была иметь 215 танков (20 КВ, 42 Т-34, 143 лёгких, 10 малых). 22 средних и 17 лёгких бронеавтомобилей. Автомашин : легковых — 25, автобусов штабных — 5, ГАЗ-АА — 231, ГАЗ-ААА — 14, ЗИС-5 — 365, автоцистерн ЗИС −76, водомаслозаправщиков ЗИС-6 — 8. Мастерских тип «А» — 25, мастерских тип «Б» — 11. Кран «Январец» — 1. Тракторов: «Ворошиловец» — 7, «Сталинец-2» — 11, СТЗ-5 — 34, Т-20 «Комсомолец» — 20. Мотоциклов с коляской — 144, без коляски — 30.
Вместо гаубичного артиллерийского полка соединение получало противотанковый артиллерийский полк (20 45-мм пушек, буксируемых тягачами Т-20 «Комсомолец»). Переформирования коснулись, прежде всего, танковых соединений, пока не задействованных в боевых действиях.
Новый штат предусматривал следующую организационную структуру дивизии:
- Управление — штат № 010/44 (109 чел.);
- Отдельная рота управления (ору) — штат № 010/45 (123 чел.);
- Отдельный разведывательный батальон (орб) — штат № 010/46 (304 чел.);
- Танковый полк (тп) — штат № 010/47 (742 чел.);
- Танковый полк (тп) — штат № 010/47 (742 чел.);
- Мотострелковый полк (мсп) — штат № 010/48 (2512 чел.);
- Артиллерийский полк ПТО (ап) — штат № 010/49 (892 чел.);
- Отдельный зенитно-артиллерийский дивизион (озад) — штат № 010/50(300 чел.);
- Отдельная ремонтно-восстановительная рота (рвр) — штат № 010/51 (241 чел.);
- Отдельный автотранспортный батальон (атб) — штат № 010/52 (243 чел.);
- Военная прокуратура (вп) — штат № 04/117 (6 чел.);
- Полевая почтовая станция (ппс) (15 чел.);
- Полевая касса госбанка (3 чел.);
- Отдельный стрелковый взвод НКВД (ов НКВД);
- Особый отдел НКВД (оо НКВД).

Итого — 6232 человека в дивизии (без учета подразделений НКВД).
23 августа 1941 года руководство Союза ССР приняло решение танковых дивизий и механизированных корпусов в РККА впредь не формировать.

## Возрождение
После завершения Второй мировой войны, в связи с демобилизацией Союза ССР, танковые корпуса были переформированы в танковые дивизии, а бригады в полки.
Начиная с 10 июня 1945 года все танковые корпуса в составе РККА начинали перевод на штат танковых дивизий. Танковые корпуса реформировались в танковые дивизии путём преобразования бригад в полки. Производилось это с целью унификации штатов в войсках. За всеми преобразованными танковыми соединениями и частями были сохранены присвоенные им номера, почётные наименования, ордена и знамёна.
Каждая танковая дивизия приобрела следующий состав:
- три танковых полка Т-34 по 65 танков в каждом;
- один гвардейский тяжёлый танковый полк ИС (65 танков);
- мотострелковый полк;
- гаубичный артиллерийский полк (24 единицы 122-мм гаубицы);
- миномётный полк (36 единиц 120-мм миномётов);
- зенитный артиллерийский полк (16 единиц 37-мм пушек и 16 единиц ДШК);
- гвардейский миномётный дивизион (8 установок М-13);
- части управления и боевого обеспечения.

Общая численность танковой дивизии на военное время — 11 964 человека.
К весне 1946 года, к моменту образования СА, имелось 28 танковых дивизий, 24 из которых были созданы из танковых корпусов, 2 из стрелковых, а 2 были танковые из ЗабВО, дислоцировавшиеся там всю войну.
| Танковые дивизии СА на апрель 1946 года | Танковые дивизии СА на апрель 1946 года |
| Танковая дивизия                        | Создана на базе                         |
| --------------------------------------- | --------------------------------------- |
| 1-я гвардейская танковая дивизия        | 1-й гвардейский танковый корпус         |
| 2-я гвардейская танковая дивизия        | 2-й гвардейский танковый корпус         |
| 3-я гвардейская танковая дивизия        | 3-й гвардейский танковый корпус         |
| 4-я гвардейская танковая дивизия        | 4-й гвардейский танковый корпус         |
| 5-я гвардейская танковая дивизия        | 5-й гвардейский танковый корпус         |
| 6-я гвардейская танковая дивизия        | 6-й гвардейский танковый корпус         |
| 7-я гвардейская танковая дивизия        | 7-й гвардейский танковый корпус         |
| 8-я гвардейская танковая дивизия        | 8-й гвардейский танковый корпус         |
| 9-я гвардейская танковая дивизия        | 9-й гвардейский танковый корпус         |
| 10-я гвардейская танковая дивизия       | 10-й гвардейский танковый корпус        |
| 11-я гвардейская танковая дивизия       | 11-й гвардейский танковый корпус        |
| 12-я гвардейская танковая дивизия       | 12-й гвардейский танковый корпус        |
| 1-я танковая дивизия                    | 1-й танковый корпус                     |
| 2-я танковая дивизия                    | 66-я стрелковая дивизия                 |
| 3-я танковая дивизия                    | 300-я стрелковая дивизия                |
| 5-я танковая дивизия                    | 5-й танковый корпус                     |
| 9-я танковая дивизия                    | 9-й танковый корпус                     |
| 10-я танковая дивизия                   | 10-й танковый корпус                    |
| 11-я танковая дивизия                   | 11-й танковый корпус                    |
| 18-я танковая дивизия                   | 18-й танковый корпус                    |
| 19-я танковая дивизия                   | 19-й танковый корпус                    |
| 20-я танковая дивизия                   | 20-й танковый корпус                    |
| 23-я танковая дивизия                   | 23-й танковый корпус                    |
| 25-я танковая дивизия                   | 25-й танковый корпус                    |
| 29-я танковая дивизия                   | 29-й танковый корпус                    |
| 31-я танковая дивизия                   | 31-й танковый корпус                    |
| 61-я танковая дивизия                   |                                         |
| 111-я танковая дивизия                  |                                         |

## Организационно-штатная структура в 1945—1989 годах
| Показатели (ед.)         | Танковый корпус (1945) | Танковая дивизия (1946) | Танковая дивизия (1953) |
| ------------------------ | ---------------------- | ----------------------- | ----------------------- |
| Личный состав, чел.      | 11788                  | 11646                   | 8800                    |
| Танки (всего)            | 207                    | 210                     | 314                     |
| из них тяжёлые           | 21                     | 46                      | 54                      |
| САУ                      | 42                     | 21                      | 24                      |
| БТР и бронемашины        | 34                     | 76                      | 110                     |
| 122-мм гаубицы           | 12                     | 12                      | 36                      |
| 85-мм пушки              | —                      | —                       | 4                       |
| 76-мм пушки              | 12                     | —                       | 4                       |
| ПТ-орудия 45-мм          | 12                     | 12                      | —                       |
| ПТ-орудия 57-мм          | 16                     | 16                      | —                       |
| РСЗО                     | 8                      | 8                       | 8                       |
| Миномёты                 | 94                     | 94                      | 24                      |
| 85-мм зенитные орудия    | —                      | —                       | 6                       |
| 37-мм зенитные орудия    | 16                     | 22                      | 28                      |
| 37-мм зенитные установки | —                      | —                       | 4                       |
| 28-мм зенитные орудия    | —                      | —                       | 2                       |
| Зенитные пулемёты        | 9                      | 9                       | 6/9                     |

Все танковые дивизии сохраняли номера предшествовавших им танковых корпусов до 1957 года. В 1957 году особая нумерация гвардейских частей была упразднена. В 1954—1958 гг. были созданы 8 тяжёлых танковых дивизий: 14-я гв., 18-я гв., 5-я, 13-я, 17-я, 24-я, 25-я, 34-я ттд. В тяжёлой танковой дивизии отсутствовал механизированный полк, а все три танковых полка были оснащены тяжёлыми танками и САУ (ИС-2, ИС-3, ИС-4, Т-10, ИСУ-122, ИСУ-152).. Кроме того в состав танковой дивизии входит зенитно-артиллерийский полк. Отдельные части состояли из мотострелкового батальона, артиллерийского дивизиона, разведроты, роты связи, 3-х ремонтных мастерских. Тяжёлый танкосамоходный полк танковой дивизии насчитывал 2 батальона тяжёлых танков ИС-2 или ИС-3 (всего 42 единицы) и батальон ИСУ-122 (21 единица).
Что касается остальных танковых дивизий, их ОШС мало отличалась от мотострелковых, за исключением разного количества полков и их типов (отсутствовали отб и птадн).
| Наименование части, подразделения                               | Количество частей и подразделений по годам | Количество частей и подразделений по годам | Количество частей и подразделений по годам | Количество частей и подразделений по годам | Количество частей и подразделений по годам | Количество частей и подразделений по годам | Количество частей и подразделений по годам |
| Наименование части, подразделения                               | 1946                                       | 1953                                       | 1957                                       | 1965                                       | 1972                                       | 1980                                       | 1989                                       |
| --------------------------------------------------------------- | ------------------------------------------ | ------------------------------------------ | ------------------------------------------ | ------------------------------------------ | ------------------------------------------ | ------------------------------------------ | ------------------------------------------ |
| Танковый полк                                                   | 3                                          | 3                                          | 2                                          | 3                                          | 3                                          | 3                                          | 2                                          |
| Тяжёлый танкосамоходный полк                                    | 1                                          | 1                                          | 1                                          | —                                          | —                                          | —                                          | —                                          |
| Мотострелковый (до 1957 — механизированный) полк                | 1                                          | 1                                          | 1                                          | 1                                          | 1                                          | 1                                          | 2                                          |
| Самоходно-артиллерийский полк (гаубичный дивизион или артполк)  | 1                                          | 1                                          | 1                                          | 1                                          | 1                                          | 1                                          | 1                                          |
| Миномётный полк (с 1947 — дивизион)                             | 1                                          | —                                          | —                                          | —                                          | —                                          | —                                          | —                                          |
| Зенитно-ракетный (зенитно-артиллерийский) полк                  | 1                                          | 1                                          | 1                                          | 1                                          | 1                                          | 1                                          | 1                                          |
| Ракетный дивизион                                               | —                                          | —                                          | —                                          | 1                                          | 1                                          | 1                                          | 1                                          |
| Реактивный дивизион (в 1962—72 гг. — батарея)                   | 1                                          | 1                                          | —                                          | 1                                          | 1                                          | —                                          | —                                          |
| Разведывательный батальон (до 1954 г. — мотоциклетный)          | 1                                          | 1                                          | 1                                          | 1                                          | 1                                          | 1                                          | 1                                          |
| Инженерно-сапёрный батальон (до 1968 г. — сапёрный)             | 1                                          | 1                                          | 1                                          | 1                                          | 1                                          | 1                                          | 1                                          |
| Батальон связи                                                  | 1                                          | 1                                          | 1                                          | 1                                          | 1                                          | 1                                          | 1                                          |
| Ремонтно-восстановительный батальон (до 1962 г. — мастерские)   | —                                          | —                                          | —                                          | 1                                          | 1                                          | 1                                          | 1                                          |
| Батальон материального обеспечения (до 1980 г. — автомобильные) | 1                                          | 1                                          | 1                                          | 1                                          | 1                                          | 1                                          | 1                                          |
| Медицинский (медико-санитарный) батальон                        | 1                                          | 1                                          | 1                                          | 1                                          | 1                                          | 1                                          | 1                                          |
| Учебный танковый батальон                                       | 1                                          | 1                                          | 1                                          | —                                          | —                                          | —                                          | —                                          |
| Рота (До 1962 г. — взвод, с 1972 г. — батальон) химзащиты       | —                                          | 1                                          | 1                                          | 1                                          | 1                                          | 1                                          | 1                                          |

С середины 1960-х началось создание кадрированных (со штатами «В» и «Г») и запасных (без личного состава) танковых дивизий на территории СССР. Они имели сокращённый штат и предназначались для развёртывания по мобилизации. Дивизии дислоцированные в Европе отличались от прочих лучшим оснащением и штатной численностью.
| Основное вооружение и боевая техника танковых дивизий СССР в конце 1980-х гг. | Основное вооружение и боевая техника танковых дивизий СССР в конце 1980-х гг. | Основное вооружение и боевая техника танковых дивизий СССР в конце 1980-х гг. | Основное вооружение и боевая техника танковых дивизий СССР в конце 1980-х гг. | Основное вооружение и боевая техника танковых дивизий СССР в конце 1980-х гг. | Основное вооружение и боевая техника танковых дивизий СССР в конце 1980-х гг. | Основное вооружение и боевая техника танковых дивизий СССР в конце 1980-х гг. | Основное вооружение и боевая техника танковых дивизий СССР в конце 1980-х гг. | Основное вооружение и боевая техника танковых дивизий СССР в конце 1980-х гг. | Основное вооружение и боевая техника танковых дивизий СССР в конце 1980-х гг. | Основное вооружение и боевая техника танковых дивизий СССР в конце 1980-х гг. | Основное вооружение и боевая техника танковых дивизий СССР в конце 1980-х гг. | Основное вооружение и боевая техника танковых дивизий СССР в конце 1980-х гг. | Основное вооружение и боевая техника танковых дивизий СССР в конце 1980-х гг. | Основное вооружение и боевая техника танковых дивизий СССР в конце 1980-х гг. | Основное вооружение и боевая техника танковых дивизий СССР в конце 1980-х гг. | Основное вооружение и боевая техника танковых дивизий СССР в конце 1980-х гг. | Основное вооружение и боевая техника танковых дивизий СССР в конце 1980-х гг. | Основное вооружение и боевая техника танковых дивизий СССР в конце 1980-х гг. | Основное вооружение и боевая техника танковых дивизий СССР в конце 1980-х гг. | Основное вооружение и боевая техника танковых дивизий СССР в конце 1980-х гг. | Основное вооружение и боевая техника танковых дивизий СССР в конце 1980-х гг. | Основное вооружение и боевая техника танковых дивизий СССР в конце 1980-х гг. | Основное вооружение и боевая техника танковых дивизий СССР в конце 1980-х гг. | Основное вооружение и боевая техника танковых дивизий СССР в конце 1980-х гг. |
| №                                                                             | Танки по типам                                                                | Танки по типам                                                                | Танки по типам                                                                | Танки по типам                                                                | Танки по типам                                                                | Танки по типам                                                                | Танки по типам                                                                | Танки по типам                                                                | ББМ по типам                                                                  | ББМ по типам                                                                  | ББМ по типам                                                                  | ББМ по типам                                                                  | ББМ по типам                                                                  | ББМ по типам                                                                  | ББМ по типам                                                                  | СГ, БГ, миномёты, РСЗО                                                        | СГ, БГ, миномёты, РСЗО                                                        | СГ, БГ, миномёты, РСЗО                                                        | СГ, БГ, миномёты, РСЗО                                                        | СГ, БГ, миномёты, РСЗО                                                        | СГ, БГ, миномёты, РСЗО                                                        | СГ, БГ, миномёты, РСЗО                                                        | СГ, БГ, миномёты, РСЗО                                                        | СГ, БГ, миномёты, РСЗО                                                        |
| №                                                                             | Всего                                                                         | Т-54                                                                          | Т-55                                                                          | Т-62                                                                          | ПТ-76                                                                         | Т-64                                                                          | Т-72                                                                          | Т-80                                                                          | Всего                                                                         | БТР-60                                                                        | БТР-70                                                                        | БТР-80                                                                        | БМП-1                                                                         | БМП-2                                                                         | БРМ-1К                                                                        | Всего                                                                         | 2С1                                                                           | 2С3                                                                           | 2С7                                                                           | Д-30                                                                          | 2А65                                                                          | ПМ-38                                                                         | 2С12                                                                          | 9К51                                                                          |
| ----------------------------------------------------------------------------- | ----------------------------------------------------------------------------- | ----------------------------------------------------------------------------- | ----------------------------------------------------------------------------- | ----------------------------------------------------------------------------- | ----------------------------------------------------------------------------- | ----------------------------------------------------------------------------- | ----------------------------------------------------------------------------- | ----------------------------------------------------------------------------- | ----------------------------------------------------------------------------- | ----------------------------------------------------------------------------- | ----------------------------------------------------------------------------- | ----------------------------------------------------------------------------- | ----------------------------------------------------------------------------- | ----------------------------------------------------------------------------- | ----------------------------------------------------------------------------- | ----------------------------------------------------------------------------- | ----------------------------------------------------------------------------- | ----------------------------------------------------------------------------- | ----------------------------------------------------------------------------- | ----------------------------------------------------------------------------- | ----------------------------------------------------------------------------- | ----------------------------------------------------------------------------- | ----------------------------------------------------------------------------- | ----------------------------------------------------------------------------- |
| 1                                                                             | 224                                                                           | —                                                                             | —                                                                             | —                                                                             | —                                                                             | —                                                                             | 224                                                                           | —                                                                             | 295                                                                           | —                                                                             | 23                                                                            | —                                                                             | —                                                                             | 257                                                                           | 15                                                                            | 84                                                                            | 48                                                                            | 48                                                                            | 24                                                                            | —                                                                             | —                                                                             | —                                                                             | —                                                                             | 12                                                                            |
| 4 гв.                                                                         | 347                                                                           | —                                                                             | —                                                                             | —                                                                             | —                                                                             | 14                                                                            | 3                                                                             | 330                                                                           | 290                                                                           | —                                                                             | 20                                                                            | —                                                                             | 156                                                                           | 99                                                                            | 15                                                                            | н/д                                                                           | н/д                                                                           | н/д                                                                           | —                                                                             | н/д                                                                           | н/д                                                                           | н/д                                                                           | н/д                                                                           | 18                                                                            |
| 6 гв.                                                                         | 229                                                                           | —                                                                             | —                                                                             | —                                                                             | —                                                                             | —                                                                             | 229                                                                           | —                                                                             | 145                                                                           | —                                                                             | 23                                                                            | —                                                                             | —                                                                             | 107                                                                           | 15                                                                            | 84                                                                            | 48                                                                            | 24                                                                            | —                                                                             | —                                                                             | —                                                                             | —                                                                             | —                                                                             | 12                                                                            |
| 7 гв.                                                                         | 187                                                                           | —                                                                             | —                                                                             | —                                                                             | —                                                                             | 187                                                                           | —                                                                             | —                                                                             | 26                                                                            | —                                                                             | —                                                                             | —                                                                             | 11                                                                            | —                                                                             | 15                                                                            | 12                                                                            | —                                                                             | —                                                                             | —                                                                             | —                                                                             | —                                                                             | —                                                                             | —                                                                             | 12                                                                            |
| 9                                                                             | 238                                                                           | —                                                                             | —                                                                             | —                                                                             | —                                                                             | —                                                                             | —                                                                             | 238                                                                           | 367                                                                           | 14                                                                            | 10                                                                            | —                                                                             | 143                                                                           | 271                                                                           | 29                                                                            | 180                                                                           | 72                                                                            | 54                                                                            | —                                                                             | —                                                                             | —                                                                             | —                                                                             | 36                                                                            | 18                                                                            |
| 10 гв.                                                                        | 364                                                                           | —                                                                             | —                                                                             | —                                                                             | —                                                                             | —                                                                             | —                                                                             | 364                                                                           | 311                                                                           | 8                                                                             | 3                                                                             | —                                                                             | 143                                                                           | 131                                                                           | 26                                                                            | 156                                                                           | 72                                                                            | 36                                                                            | —                                                                             | —                                                                             | —                                                                             | —                                                                             | 30                                                                            | 18                                                                            |
| 11 гв.                                                                        | 295                                                                           | —                                                                             | —                                                                             | —                                                                             | —                                                                             | —                                                                             | —                                                                             | 295                                                                           | 324                                                                           | 3                                                                             | 36                                                                            | —                                                                             | 130                                                                           | 129                                                                           | 15                                                                            | 156                                                                           | 36                                                                            | 36                                                                            | —                                                                             | 36                                                                            | —                                                                             | —                                                                             | 30                                                                            | 18                                                                            |
| 16 гв.                                                                        | 250                                                                           | —                                                                             | —                                                                             | —                                                                             | —                                                                             | —                                                                             | —                                                                             | 250                                                                           | 468                                                                           | 15                                                                            | 4                                                                             | 7                                                                             | 157                                                                           | 256                                                                           | 29                                                                            | 180                                                                           | 72                                                                            | 54                                                                            | —                                                                             | —                                                                             | —                                                                             | —                                                                             | 36                                                                            | 18                                                                            |
| 17 гв.                                                                        | 104                                                                           | —                                                                             | —                                                                             | —                                                                             | —                                                                             | 104                                                                           | —                                                                             | —                                                                             | 57                                                                            | —                                                                             | 12                                                                            | —                                                                             | 30                                                                            | —                                                                             | 15                                                                            | 103                                                                           | 51                                                                            | 15                                                                            | —                                                                             | 2                                                                             | —                                                                             | 3                                                                             | 20                                                                            | 12                                                                            |
| 19 гв.                                                                        | 226                                                                           | —                                                                             | —                                                                             | —                                                                             | —                                                                             | —                                                                             | 226                                                                           | —                                                                             | 70                                                                            | —                                                                             | 15                                                                            | —                                                                             | 2                                                                             | 38                                                                            | 15                                                                            | н/д                                                                           | 50                                                                            | 24                                                                            | —                                                                             | н/д                                                                           | н/д                                                                           | н/д                                                                           | н/д                                                                           | 12                                                                            |
| 20                                                                            | 335                                                                           | —                                                                             | —                                                                             | —                                                                             | —                                                                             | —                                                                             | —                                                                             | 335                                                                           | 301                                                                           | 27                                                                            | —                                                                             | —                                                                             | 111                                                                           | 148                                                                           | 15                                                                            | 156                                                                           | 72                                                                            | 36                                                                            | —                                                                             | —                                                                             | —                                                                             | —                                                                             | 30                                                                            | 18                                                                            |
| 23                                                                            | 315                                                                           | —                                                                             | 315                                                                           | —                                                                             | —                                                                             | —                                                                             | —                                                                             | —                                                                             | 55                                                                            | —                                                                             | 2                                                                             | —                                                                             | 38                                                                            | —                                                                             | 15                                                                            | 12                                                                            | —                                                                             | —                                                                             | —                                                                             | —                                                                             | —                                                                             | —                                                                             | —                                                                             | 12                                                                            |
| 24                                                                            | 138                                                                           | 14                                                                            | —                                                                             | 10                                                                            | —                                                                             | —                                                                             | 114                                                                           | —                                                                             | 100                                                                           | 9                                                                             | 11                                                                            | —                                                                             | 79                                                                            | —                                                                             | 1                                                                             | 75                                                                            | 15                                                                            | 27                                                                            | —                                                                             | 10                                                                            | —                                                                             | 7                                                                             | 9                                                                             | 7                                                                             |
| 26 гв.                                                                        | 506                                                                           | —                                                                             | 6                                                                             | 304                                                                           | 6                                                                             | 84                                                                            | 38                                                                            | 68                                                                            | 104                                                                           | 4                                                                             | 17                                                                            | —                                                                             | 47                                                                            | 21                                                                            | 15                                                                            | 73                                                                            | 12                                                                            | 24                                                                            | —                                                                             | 8                                                                             | —                                                                             | 12                                                                            | —                                                                             | 17                                                                            |
| 30 гв.                                                                        | 224                                                                           | —                                                                             | —                                                                             | —                                                                             | —                                                                             | —                                                                             | 224                                                                           | —                                                                             | 75                                                                            | —                                                                             | 24                                                                            | —                                                                             | 36                                                                            | —                                                                             | 15                                                                            | 55                                                                            | —                                                                             | 27                                                                            | —                                                                             | —                                                                             | —                                                                             | 16                                                                            | —                                                                             | 12                                                                            |
| 31                                                                            | 64                                                                            | —                                                                             | —                                                                             | —                                                                             | —                                                                             | —                                                                             | 64                                                                            | —                                                                             | 208                                                                           | —                                                                             | 21                                                                            | —                                                                             | 138                                                                           | 36                                                                            | 13                                                                            | 84                                                                            | 36                                                                            | 24                                                                            | —                                                                             | 12                                                                            | —                                                                             | —                                                                             | —                                                                             | 12                                                                            |
| 34                                                                            | 314                                                                           | —                                                                             | —                                                                             | 314                                                                           | —                                                                             | —                                                                             | —                                                                             | —                                                                             | 61                                                                            | 11                                                                            | 1                                                                             | —                                                                             | 34                                                                            | —                                                                             | 15                                                                            | н/д                                                                           | н/д                                                                           | н/д                                                                           | —                                                                             | н/д                                                                           | н/д                                                                           | н/д                                                                           | н/д                                                                           | 12                                                                            |
| 37 гв.                                                                        | 224                                                                           | —                                                                             | —                                                                             | —                                                                             | —                                                                             | —                                                                             | 224                                                                           | —                                                                             | 77                                                                            | —                                                                             | 24                                                                            | —                                                                             | —                                                                             | 38                                                                            | 15                                                                            | н/д                                                                           | 3                                                                             | —                                                                             | —                                                                             | н/д                                                                           | н/д                                                                           | н/д                                                                           | н/д                                                                           | 12                                                                            |
| 40 гв.                                                                        | 299                                                                           | —                                                                             | —                                                                             | —                                                                             | —                                                                             | —                                                                             | 299                                                                           | —                                                                             | 229                                                                           | 178                                                                           | —                                                                             | —                                                                             | —                                                                             | 36                                                                            | 15                                                                            | 12                                                                            | —                                                                             | —                                                                             | —                                                                             | —                                                                             | —                                                                             | —                                                                             | —                                                                             | 12                                                                            |
| 44                                                                            | 167                                                                           | 4                                                                             | 163                                                                           | —                                                                             | —                                                                             | —                                                                             | —                                                                             | —                                                                             | 51                                                                            | —                                                                             | —                                                                             | —                                                                             | 36                                                                            | —                                                                             | 15                                                                            | н/д                                                                           | —                                                                             | —                                                                             | —                                                                             | —                                                                             | —                                                                             | —                                                                             | —                                                                             | —                                                                             |
| 45 гв.                                                                        | 256                                                                           | 22                                                                            | —                                                                             | 1                                                                             | 9                                                                             | —                                                                             | 224                                                                           | —                                                                             | 150                                                                           | 9                                                                             | 21                                                                            | —                                                                             | 76                                                                            | 52                                                                            | 1                                                                             | 73                                                                            | 18                                                                            | 36                                                                            | —                                                                             | 12                                                                            | —                                                                             | —                                                                             | —                                                                             | 7                                                                             |
| 47 гв.                                                                        | 322                                                                           | —                                                                             | —                                                                             | —                                                                             | —                                                                             | 322                                                                           | —                                                                             | —                                                                             | 285                                                                           | 9                                                                             | 5                                                                             | —                                                                             | 142                                                                           | 114                                                                           | 15                                                                            | 156                                                                           | 72                                                                            | 36                                                                            | —                                                                             | —                                                                             | —                                                                             | —                                                                             | 30                                                                            | 18                                                                            |
| 48 гв.                                                                        | 240                                                                           | —                                                                             | 7                                                                             | —                                                                             | —                                                                             | 233                                                                           | —                                                                             | —                                                                             | 245                                                                           | 4                                                                             | 9                                                                             | —                                                                             | 98                                                                            | 130                                                                           | 4                                                                             | 93                                                                            | 18                                                                            | 36                                                                            | —                                                                             | 12                                                                            | —                                                                             | 5                                                                             | 14                                                                            | 8                                                                             |
| 76                                                                            | 314                                                                           | —                                                                             | —                                                                             | 314                                                                           | —                                                                             | —                                                                             | —                                                                             | —                                                                             | 56                                                                            | 3                                                                             | —                                                                             | —                                                                             | 38                                                                            | —                                                                             | 15                                                                            | 24                                                                            | 1                                                                             | 1                                                                             | 2                                                                             | 2(3)                                                                          | —                                                                             | —                                                                             | —                                                                             | 12                                                                            |
| 79 гв.                                                                        | 322                                                                           | —                                                                             | —                                                                             | —                                                                             | —                                                                             | —                                                                             | —                                                                             | 322                                                                           | 288                                                                           | 18                                                                            | —                                                                             | —                                                                             | 141                                                                           | 114                                                                           | 15                                                                            | 156                                                                           | 36                                                                            | 36                                                                            | 36                                                                            | —                                                                             | —                                                                             | —                                                                             | 30                                                                            | 18                                                                            |
| 90 гв.                                                                        | 249                                                                           | —                                                                             | —                                                                             | —                                                                             | —                                                                             | —                                                                             | —                                                                             | 249                                                                           | 455                                                                           | 26                                                                            | 2                                                                             | —                                                                             | 233                                                                           | 167                                                                           | 27                                                                            | 180                                                                           | 72                                                                            | 54                                                                            | —                                                                             | —                                                                             | —                                                                             | —                                                                             | 36                                                                            | 18                                                                            |
| 117 гв.                                                                       | 465                                                                           | 7                                                                             | 321                                                                           | 3                                                                             | —                                                                             | 29                                                                            | 95                                                                            | —                                                                             | 177                                                                           | —                                                                             | 1                                                                             | —                                                                             | 95                                                                            | 62                                                                            | 19                                                                            | 58                                                                            | 14                                                                            | 24                                                                            | —                                                                             | 2                                                                             | —                                                                             | 4                                                                             | —                                                                             | 14                                                                            |
| 193                                                                           | 108                                                                           | —                                                                             | —                                                                             | —                                                                             | —                                                                             | —                                                                             | 108                                                                           | —                                                                             | 76                                                                            | —                                                                             | 23                                                                            | —                                                                             | —                                                                             | 38                                                                            | 15                                                                            | 12                                                                            | —                                                                             | —                                                                             | —                                                                             | —                                                                             | —                                                                             | —                                                                             | —                                                                             | 12                                                                            |